# マイ・ガール (テンプテーションズの曲)
「マイ・ガール」（My Girl）は、アメリカ合衆国のR&Bグループ、テンプテーションズが1964年に発表した楽曲である。テンプテーションズと同じくモータウンに所属していたミラクルズのメンバー、スモーキー・ロビンソンとロナルド・ホワイトが書き下ろした曲である。シングルとしてリリースされた後、1965年発表のアルバム『テンプテーションズ・シング・スモーキー』にも収録された。テンプテーションのみならずモータウンを代表する曲として知られ、『タイム』誌の企画「Top 10 Motown Performances」で選出された曲の一つとなった。

## 解説
スモーキー・ロビンソンとロナルド・ホワイトは、ミラクルズがニューヨークのアポロ・シアターで公演を行っていた頃に「マイ・ガール」を作り、その後デトロイトでレコーディングが行われた。歌詞はロビンソンの妻クローデットにインスパイアされた内容である。イントロのギター・フレーズは、当時モータウンの専属バンドであったファンク・ブラザーズのロバート・ホワイトが作った。ベース・ラインはジェームス・ジェマーソンの発想によるものである。
それまでのテンプテーションズでは、主にエディ・ケンドリックスとポール・ウィリアムスがリード・ボーカルを担当していたが、この曲ではデヴィッド・ラフィンがリード・ボーカルを担当し、以後ラフィンは多くの曲でリードを取るようになった。なお、作者の一人ロビンソンは2006年のインタビューにおいて、元々ラフィンの声を念頭に置いて作ったと語っている。
作詞・作曲者のロビンソンとホワイトは、後にスモーキー・ロビンソン&ザ・ミラクルズ名義のアルバム『Time Out for Smokey Robinson & the Miracles』（1969年）において、この曲をセルフ・カヴァーしている。
リリースの翌年の1965年、アメリカのBillboard Hot 100とR&Bシングル・チャートの両方で、テンプテーションズにとって初の1位獲得作品となった。更に、テンプテーションズのシングルとしては初の全英シングルチャート入りも果たし、1965年3月18日付のシングルチャートで43位を記録した。
また、1991年公開の映画『マイ・ガール』で使用され、同年エピック・レコードよりスライ&ザ・ファミリー・ストーン、ジェームズ・ニュートン・ハワードとのスプリットCDシングルもリリースされて、1992年には『ビルボード』のアダルト・コンテンポラリー・チャートで27位、全英シングルチャートでは2位というリバイバル・ヒットを記録した。
ローリング・ストーンの選ぶオールタイム・グレイテスト・ソング500（2021年版）では43位にランク・イン。

## パーソネル
- David Ruffin – lead vocals、バリトン
- Eddie Kendricks – backing vocals、ハイテナー
- Melvin Franklin – backing vocals、ベースvo
- Paul Williams (The Temptations) – backing vocals、バリトン
- Otis Williams – backing vocals、テナー
- スモーキー・ロビンソン – writer, producer
- Ronald White – writer, producer
- Paul Riser – arrangement
- The Funk Brothers – instrumentation
- Robert White – guitar
- ジェームス・ジェマーソン – bass
- Benny Benjamin – drums
- Detroit Symphony Orchestra – strings

## 映画・ドラマでの使用例
テンプテーションズの歌唱による「マイ・ガール」は、前述した映画『マイ・ガール』及びその続編『マイ・ガール2』以外にも多数の映画のサウンドトラックで使用された。例として『再会の時』（1983年公開）、『マネキン』（1987年公開）、『7月4日に生まれて』（1989年公開）、『愛がこわれるとき』（1991年公開）、『ハリウッド的殺人事件』（2003年公開）、『ミュンヘン』（2005年公開）、『ゲーム・プラン』（2007年公開）アメリカドラマの『フルハウス』等がある。

## オーティス・レディングによるカヴァー
アメリカ合衆国のR&Bシンガー、オーティス・レディングは、1965年9月に発表されたアルバム『オーティス・ブルー』に「マイ・ガール」のカヴァーを収録した。イギリスではシングルとしてもリリースされ、レディングにとって初の全英シングルチャート入りを果たして最高11位に達し、イギリス進出を成功させた。
この曲はレディングのライヴでも歌唱され、ライヴ・アルバム『ヨーロッパのオーティス・レディング』（1967年）には1967年3月の音源が収録されている。

## 加藤ミリヤによるカヴァー
加藤ミリヤが、「My Girl feat.COLOR」の曲名で2007年5月30日にシングルとして発売した。コーラスにCOLORを迎えている。フジテレビ系ドラマ『花嫁とパパ』のエンディング・テーマとして使用された。
| #         | タイトル                          | 作詞                           | 作曲                           | 編曲            | 時間  |
| --------- | --------------------------------- | ------------------------------ | ------------------------------ | --------------- | ----- |
| 1.        | 「My Girl feat.COLOR」            | William Robinson, Ronald White | William Robinson, Ronald White | Miliyah, COLOR  | 3:24  |
| 2.        | 「Better days -sweet love side-」 | Miliyah                        | Douko-T, Shingo.S, Miliyah     |                 | 4:43  |
| 3.        | 「Because of U」                  | Miliyah                        | Miliyah                        | 3rd Productions | 4:37  |
| 合計時間: | 合計時間:                         | 合計時間:                      | 合計時間:                      | 合計時間:       | 12:44 |

## その他のカヴァー
- ローリング・ストーンズ - アメリカ編集盤『フラワーズ』（1967年）に収録。
- スティーヴィー・ワンダー - アルバム『愛するあの娘に』（1967年）に収録。
- ママス&パパス - アルバム『愛する君に（原題：Deliver）』（1967年）に収録。
- ザ・ゴールデン・カップス - アルバム『ザ・ゴールデン・カップス・アルバム』（1968年）に収録。
- アル・グリーン - アルバム『Green Is Blues』（1969年）に収録。
- マイケル・ジャクソン - アルバム『ベンのテーマ』（1972年）に収録。
- ローランド・カーク - アルバム『ブラックナス』（1972年）に収録。
- ダリル・ホール&ジョン・オーツ - ライヴ・アルバム『ライヴ・アット・ジ・アポロ』（1985年）に「アポロ・メドレー」の中の1曲として収録された。
- ジーザス&メリーチェイン - シングル「Blues from a Gun」（1989年）に収録[19]。
- 田原俊彦 - アルバム『MY FAVORITE SONGS』（1994年）に収録。
- マイケル・ボルトン - カヴァー・アルバム『タイムレス・クラシックス (Vol. 2)』（1999年）に収録。
- アーロン・ネヴィル - カヴァー・アルバム『ソウル・クラシックを歌う』（2006年）に収録。
- 浜田省吾（Shogo Hamada & The J.S. Inspirations名義） - アルバム『The Moonlight Cats Radio Show Vol.2』（2017年）に収録。